# عاطف نداف
عاطف النداف (1956 -) سياسي سوري، شغل حقيبة وزارة التجارة الداخلية في سوريا، كما سبق له أن كان وزير التعليم العالي، وهو من مواليد ريف دمشق متزوج وله ثلاثة أبناء.